# Waterhouseïta
La waterhouseïta és un mineral de la classe dels fosfats. Anomenat així per George Waterhouse (1815-1898), primer director del Museu de l'Austràlia del Sud, en reconeixement de les seves contribucions a la preservació de la història natural d'Austràlia del Sud. És l'anàleg de fosfat de l'allactita i l'argandita. Químicament s'assembla a la gatehouseïta, triploidita, bermanita, metaswitzerita, reddingita, serrabrancaïta i la switzerita.

## Estructura
La waterhouseïta té una estructura asimètrica única que consisteix en un marc dens i complex d'octaedres de Mn(O,OH)₆ i tetraedres de PO₄ que estan enllaçats per ambdós costats i cantonades. És molt inusual que els tetraedres PO₄ comparteixin dues de les seves vores amb els octaèdres Mn(O,OH)₆. Només hi ha altres dos arsenats coneguts que tenen el mateix compartiment d'arestes que la waterhouseïta.

## Característiques
La waterhouseïta és un fosfat de fórmula química Mn₇2+(PO₄)₂(OH)₈. Cristal·litza en el sistema monoclínic. La seva duresa a l'escala de Mohs és 4.
Segons la classificació de Nickel-Strunz, la waterhouseïta pertany a «08.BE: Fosfats, etc. amb anions addicionals, sense H₂O, només amb cations de mida mitjana, (OH, etc.):RO₄ > 2:1» juntament amb els següents minerals: augelita, grattarolaïta, cornetita, clinoclasa, arhbarita, gilmarita, allactita, flinkita, raadeïta, argandita, clorofenicita, magnesioclorofenicita, gerdtremmelita, dixenita, hematolita, kraisslita, mcgovernita, arakiïta, turtmannita, carlfrancisita, synadelfita, holdenita, kolicita, sabel·liïta, theisita, coparsita i jarosewichita.

## Formació i jaciments
S'ha descrit només a la seva localitat tipus, a Austràlia, on s'ha descrit en cavitats en una matriu consistent d'hematites, hausmannita, barita, calcita manganèsica i rodocrosita en una formació de ferro bandat precambriana. Es troba associada a shigaïta, gatehouseïta, seamanita, rodocrosita, barita, hausmannita, hematites.